# Давід Фолдхазі
Давід Фолдхазі (угор. Dávid Földházi, 6 січня 1995) — угорський плавець.
Учасник Олімпійських Ігор 2016 року.